# Motocròs femení
El motocròs femení és una de les modalitats del motociclisme fora d'asfalt més prominent entre les dones en molts països i representa una de les disciplines motociclistes amb més campionats professionals en aquest àmbit. Per norma general, les dones hi competeixen amb motocicletes de mitjana cilindrada, de 125 a 250 cc (és a dir, de la classe MX2), perquè es considera que no tenen prou corpulència per a dominar-ne una de 450 cc, més potent i pesada. Tot i que aquestes diferències dificulten que homes i dones competeixin junts, la reglamentació esportiva no ho impedeix i en algunes categories o campionats acostuma a passar. La indústria del motocròs participa activament en la promoció de les curses femenines i diverses empreses desenvolupen i comercialitzen equipament específic per a les dones.
El motocròs femení compta amb una llarga tradició als Estats Units, on es va començar a regular a mitjan dècada del 1970 i actualment gaudeix d'un seguiment de públic i mediàtic important. Del 2009 al 2018, les curses femenines van formar part del calendari del campionat AMA de motocròs, la principal competició d'aquest esport en aquell país. A banda, la FIM n'organitza un campionat del món conegut com a WMX (de Women's Motocross), se'n celebren nombrosos campionats nacionals arreu del món i hi ha diverses competicions de prestigi que disposen de categoria femenina –com ara els X Games i el Motocròs de les Nacions Europees (WMXoEN).

## Història

### Antecedents
Les primeres manifestacions de motociclisme femení als Estats Units daten de la dècada del 1940, quan algunes pioneres van començar a competir esporàdicament a les populars curses de desert de la Costa Oest amb antigues Velocette, BSA i Matchless. D'ençà del 1966, el nombre de corredores en aquesta mena de curses va començar a augmentar i el 1968 va créixer significativament. A finals de dècada era habitual veure dones competint al desert, entre elles Lynn Wilson i Mary McGee, que van formar el primer duet femení a aconseguir acabar la Baja 500. Més tard, McGee i Cherry Stockton van esdevenir el primer equip femení a acabar l'extenuant Mint 400 de Las Vegas.
Hi va haver altres dones que van contribuir a la normalització del motociclisme femení al país: les especialistes Teri Kezar i Debbie «Flying Angel» Lawler protagonitzaven espectacles semblants als d'Evel Knievel en saltar amb motocicletes per damunt de cotxes o a través de cèrcols de foc; Debbie Reon va ser la primera dona a competir a la famosa cursa de flat track d'Ascot Park, al sud de Califòrnia; Teresa Martin i Debbie Reon van ser de les primeres a córrer en curses de velocitat. Marcia Holley va establir un rècord de velocitat amb motocicleta aerodinàmica d'un sol motor i va esdevenir així la primera dona a entrar al club d'elit de les 200 mph de Bonneville.

### Naixement (1960-1970)
El naixement del motocròs se sol situar a Anglaterra el 1924. A mitjan dècada del 1960, aquest esport va penetrar amb força als Estats Units i a començaments de la següent hi va experimentar un boom. En aquella època, en què els moviments per la igualtat de la dona prenien força, algunes dones van començar a córrer en curses locals de motocròs, sovint competint totes soles contra homes. El 1971, Kerry Kleid va ser la primera dona a obtenir una llicència de motocròs professional als Estats Units, tot i que va ser revocada en descobrir-se que qui l'havia demanada era una dona (en tramitar-ne la documentació, els responsables federatius del registre no ho podien saber perquè no hi havia cap casella on indicar aquesta informació). Quan es va presentar a la seva primera cursa, a Unadilla, se li va impedir de córrer-hi pel fet de ser dona. Kleid va anar als tribunals i finalment va recuperar la llicència. Gràcies a la seva constància, per primera vegada a la història les dones van entendre que podien ser professionals del món del motocròs.

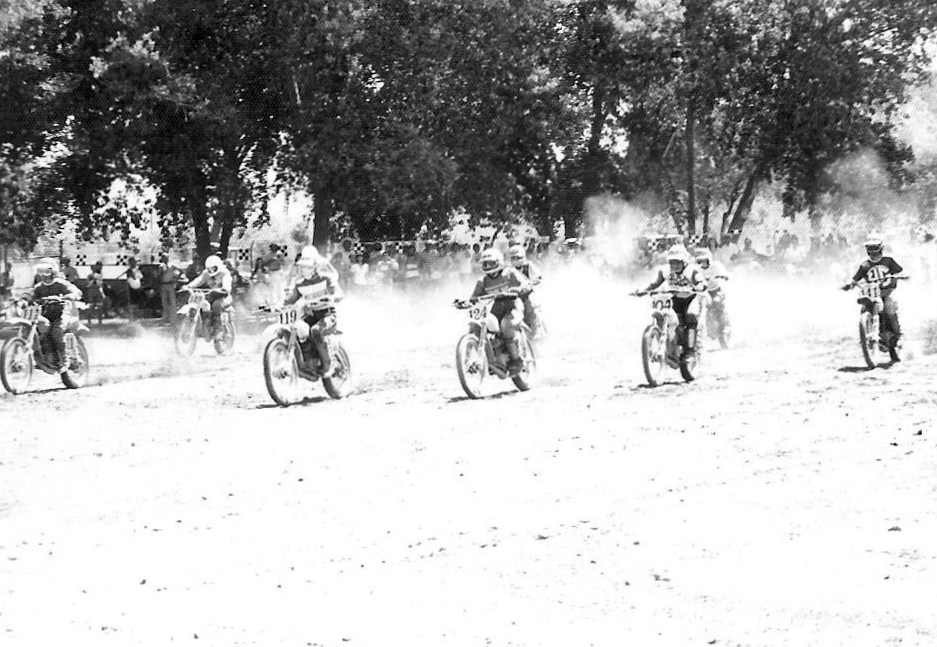
Cursa del campionat dels EUA femení a Valencia (Califòrnia) el 1976

El 1972, un grup de pilots femenines del sud de Califòrnia van ser convidades al Canadà per a participar al campionat CanAm, cosa que va introduir el motocròs femení en aquell país. El 1974 va tenir lloc el primer campionat nacional específicament femení dels Estats Units, anomenat Powder Puff National Championship. Nou mil espectadors van assistir a l'esdeveniment, que va congregar 300 corredores. El campionat Powder Puff era una competició disputada a una sola prova on les dones podien córrer en diverses mànegues classificatòries en què es decidia qui arribava a l'eliminatòria principal, que era la darrera cursa de la nit i la que permetia guanyar el campionat. La guanyadora d'aquell primer campionat, Nancy Payne, va ser una de les primeres nord-americanes a córrer a Europa.
El 1975, el nom del campionat, no gaire ben trobat (powder puff és 'bronja de maquillatge' en anglès, cosa que tenia cert biaix masclista), es va canviar pel de Women's Motocross Nationals. Aquest campionat s'ha celebrat anualment des d'aleshores fins a l'actualitat, amb les úniques excepcions del 1982 i el 1995, en què no es va convocar. A partir del 1982, el campionat d'aficionats que organitza anualment a Tennessee Loretta Lynn (Loretta Lynn's Amateur Championship, abreujat LLMX) va començar a incloure també curses en categoria femenina.

### Consolidació i crisi (1980-1990)

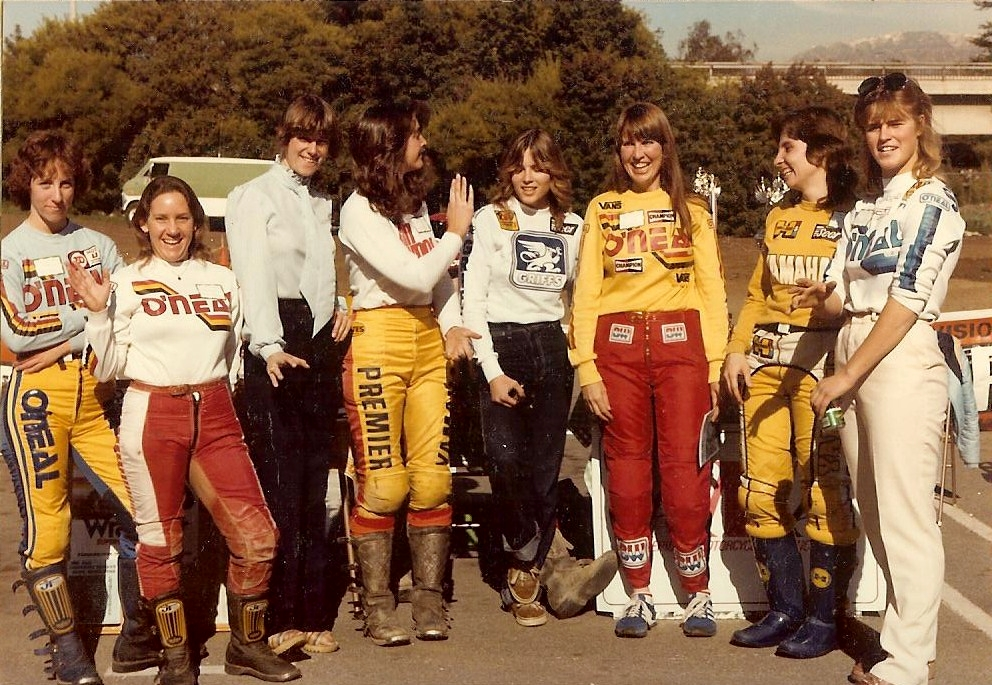
Pilots de motocròs femenines a Califòrnia el 1981

L'impacte del motocròs femení va trobar aviat ressò als mitjans. El 1979 se'n van retransmetre curses al programa Wide World of Sports de l'ABC. Aquell mateix any, les campiones Sue Fish, Madylin Almeida i Dawn Grant van protagonitzar l'espectacle australià d'Evel Knievel. Les dones van començar a treure el nas en aquest esport dominat pels homes tot debutant en curses femenines d'exhibició de mitja durada en esdeveniments masculins. El 1981, les deu millors corredores del país van ser convidades a participar en un Supercross al Los Angeles Memorial Coliseum davant de 70.000 espectadors que les van rebre amb una gran ovació. El 1982, algunes pilots femenines van viatjar a l'Extrem Orient amb els pilots de fàbrica masculins dels principals equips de curses nord-americans. Cinc d'aquestes dones van representar els Estats Units en una cursa d'exhibició al primer Supercross de Tòquio. El 1983 es va celebra al Jack Murphy Stadium de San Diego el primer Women's Supercross Invitational, que fou retransmès per la NBC Sports. Aquell any, els programes televisius Motorsports International i Eye On L.A. van retransmetre el campionat Women’s Motocross Nationals, el qual es va convertir en tot un esdeveniment.
La dècada del 1980 fou, doncs, la de la consolidació definitiva del motocròs femení. Com més anava, més dones s'hi anaven implicant i això feia que el nivell femení anés augmentant. Al tombant de dècada, però, aquesta puixança es va començar a refredar a mesura que els vehicles tot terreny de quatre rodes prenien protagonisme i la indústria de la motocicleta perdia impuls. Amb la mort de Mickey Thompson, un conegut promotor d'esdeveniments que havia impulsat amb energia les curses de dones, el motocròs femení va entrar en crisi. Molts promotors van deixar d'incloure la categoria femenina a les curses que organitzaven i, per tant, les dones no tenien altra alternativa que competir amb els homes, sovint al costat d'adolescents, a les categories d'aficionats. Tot això va desencoratjar moltes motociclistes, que van acabar abandonant l'esport.

### Ressorgiment (segle XXI)

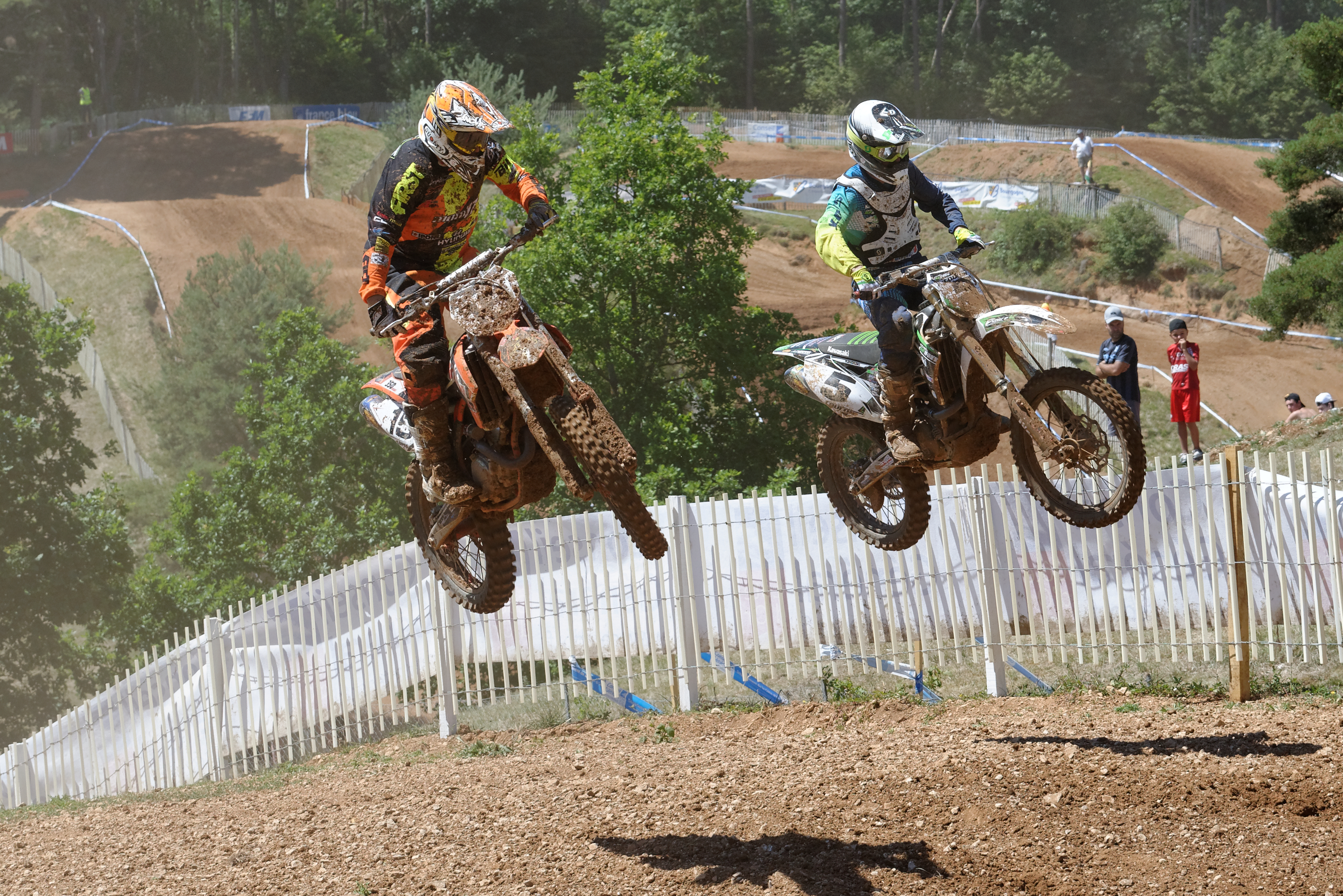
Una cursa del campionat de França de motocròs femení del 2015

Després d'uns anys de decadència, al tombant de segle el motocròs femení va començar a revifar. El 1995 es van celebrar els primers campionats de Supercross femenins (Women's Supercross Championships) i el 1996 es va fundar la Women's Motocross League (WML). A ran d'això, la WML va poder sol·licitar formar part del campionat AMA (AMA Pro Motocross Championship), el principal campionat de motocròs dels Estats Units –sovint considerat el més transcendent del món–, aleshores només per a homes. Això va portar a la creació el 2004 de la Women's Motocross Association (WMA), que fou adquirida el 2009 per la MX Sports, la gran corporació americana de motocròs que dirigeix el campionat de l'AMA. MX Sports va canviar el nom de la WMA a WMX per tal que encaixés amb la resta de categories del campionat que gestiona.
L'entrada de la WMA a l'estructura de MX Sports va permetre que el motocròs femení continués formant part del motocròs professional masculí i de la indústria del motocròs als Estats Units. A partir del 2019, però, MX Sports i l'AMA van deixar de incloure la categoria femenina dins el seu campionat. Des d'aleshores, les dones que volen competir als Estats Units disposen com a alternativa del campionat amateur que organitza Loretta Lynn, la categoria femenina del qual ha obtingut el rang de campionat femení dels Estats Units.
A la resta del món, el motocròs femení ha anat sempre a remolc de l'americà. Des de fa uns anys, les principals federacions motociclistes d'Europa i Oceania n'organitzen campionats estatals (a l'estat espanyol s'hi disputa un Campionat d'Espanya des del 2009). La FIM va instaurar una primera Copa del Món femenina el 2005, que va canviar a rang de Campionat del Món el 2008. Al mateix temps, el Motocròs de les Nacions Europees premia un equip femení des de l'edició del 2013. Les principals pilots de motocròs no americanes són les europees (especialment les italianes, franceses i neerlandeses), però també hi destaquen les neozelandeses i, fins i tot, alguna de sud-africana. La catalana Daniela Guillén és una de les noves promeses d'aquest esport (el 2023 en va ser subcampiona del món a només 17 anys).

## Associacions

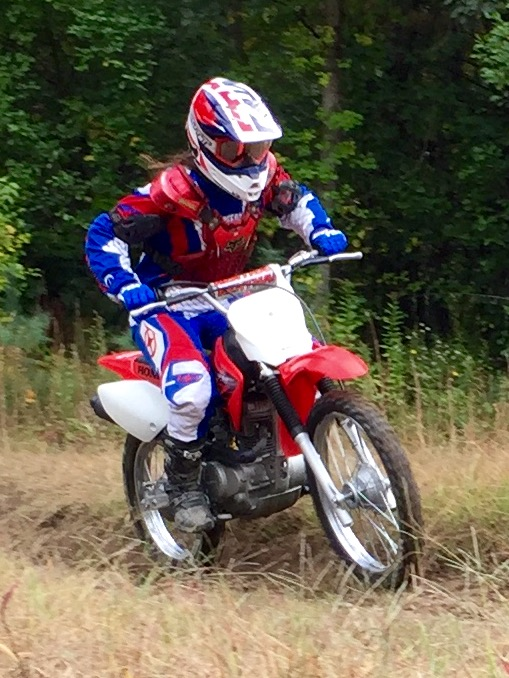
Una dona practicant el motocròs als Estats Units el 2015

Al llarg dels anys d'existència de les curses femenines han anat sorgint –i en alguns casos, desapareixent– diverses entitats i associacions encaminades a desenvolupar aquesta branca del motocròs. Entre les més conegudes hi ha les següents:
- PURR (Powder Puffs Unlimited Riders and Racers), fundada el 1972
- END DOES MC (End Does Motorcycle Club), moto club del sud de Califòrnia que el 1973 va crear una divisió femenina
- IWMA (International Women's MX Association, evolucionada a l'actual International Women's Motorsport Association)
- WMXA (Women's Motocross Association), fundada el 1988
- WMSA (Women's Motorsport Association), evolució de la WMXA
- WIMSA (Women's International Motorsport Association), evolució de la WMSA
- WML (U.S. Women's Motorcycle League), fundada el 1996
- WMA (Women's Motocross Association), fundada el 2004 i venuda a MX Sports el 2009

## Promotores
Al llarg de la història del motocròs femení, nombroses dones s'hi han implicat i han col·laborat amb força a promoure aquesta modalitat, especialment als Estats Units. Entre d'altres, cal esmentar:
- Kasey Rogers. Pionera del motocròs femení, hi va començar a competir el 1972 alhora que publicava una columna setmanal, titulada Powder Puff, a la revista Modern Cycle Magazine. El 1974 va fundar l'associació "PURR" (Powder Puffs Unlimited Riders and Racers), que va organitzar el primer campionat nacional femení el cap de setmana del 6 i 7 de juliol d'aquell any a Indian Dunes, prop de Valencia (Califòrnia).[16][17]
- Denise deVines. Pilot de motocròs, va ser la responsable de les competicions femenines als Estats Units des del tombant de la dècada del 1970. El 1985 va crear els "Women's Motocross Nationals", campionats anuals celebrats al Sunrise Cycle Park d'Adelanto (Califòrnia).[18]
- Tami Rice. Filla del pioner del motocròs americà John Rice, va ser membre del primer equip femení de Suzuki als Estats Units al tombant de la dècada del 1980. Juntament amb la seva companya d'equip, Bonnie Warch, va fundar la "Women's Motocross Association" (WMXA) el 1988, que va evolucionar més tard a la "Women's International Motorsport Association" (WIMSA).[19]
- Elaine Ruff. El 1996 va fundar la "Women's Motorcycle League" (WML) i la va presidir fins al 2000.[20]
- Debbie Matthews. Una de les pilots destacades durant la dècada del 1980, va fundar la Women's School of Motocross i va ajudar a fer créixer la WML.
- Miki Keller. Va presidir la WML del 2000 a finals del 2003. El 2004 va fundar la "Women's Motocross Association" (WMA), la qual va vendre a MX Sports el 2009.[21]

## Pilots destacades
Als Estats Units, per tal de mantenir en actiu les curses femenines, els equips de fàbrica van començar ben aviat a oferir contractes a les pilots més experimentades. Només en aquell país hi ha més de 250 equips de fàbrica, entre ells els principals de Suzuki, Yamaha, Honda, KTM i Kawasaki. Sense aquests patrocinis i contractes és gairebé impossible de mantenir un equip de curses professional per compte propi, ja que el cost per temporada és molt elevat, de més de 200.000 dòlars anuals (l'import de la millor motocicleta, els recanvis, els millors entrenadors, un mitjà de transport per a dur les motos als circuits, costos de combustible i moltes altres despeses).
Per a poder optar a una motocicleta de fàbrica, les dones, igual que els homes, han de demostrar la seva vàlua, treballar dur i dedicar moltes hores a la preparació. L'entrenament consisteix no només a practicar amb la motocicleta, sinó que inclou també moltes hores de gimnàs i quilòmetres amb bicicleta.
Entre les pilots de motocròs més destacades al llarg de la història cal esmentar les següents:
| Nord-americanes - Ashley Fiolek - Carey Steiner - Cindy Cole - Dede Cates - Dee Wood - Jessica Patterson - Jordan Jarvis - Kathy Holman - Kerry Klied - Kristy Shealy - Kylie Fasnacht - Lisa Akin - Marissa Markelon - Mercedes González - Mikki Douglas - Nadine Holbert - Nancy Payne - Sara Price - Shelly Kann - Sue Fish - Tarah Gieger - Teri Kezar - Tracy Fleming - Vicki Golden - Vicky Jackson Notes 1. 2. 3. 4. 5. | Europees - Daniela Guillén - Kiara Fontanesi - Livia Lancelot - Nancy van de Ven - Steffi Laier - Stefy Bau Altres - Courtney Duncan - Katherine Prumm - Tania Satchwell - Tanya Muzinda |

## WMX
Sovint, es fa servir l'acrònim WMX per a referir-se al motocròs femení en general. Les sigles corresponen a l'anglès Women's ('de les dones') i MX, l'abreviatura internacional per a l'esport del motocròs –de l'anglès Moto i X (cross, 'creu'); per tant, "Motocròs de dones, Motocròs femení".
Al mateix temps, WMX és la denominació que han compartit durant anys els dos principals campionats de motocròs femenins:
- WMX (Women's Motocross) fou el nom que rebé del 2009 al 2018 la categoria femenina dins el campionat AMA de motocròs, gestionat per MX Sports Pro Racing. A partir del 2022, l'LLMX va recuperar l'acrònim per al seu campionat femení.
- WMX (FIM Women's World Championship), és l'acrònim del campionat del món femení que organitza la FIM des del 2008 i gestiona Youth Stream.

## Competicions
Les principals competicions de motocròs femení són aquestes:
- Campionat dels Estats Units de motocròs femení, el més antic i prestigiós. Del 1996 al 2008, l'AMA en va validar els títols, que atorgaven altres entitats (WML i WMA).
- Campionat AMA de motocròs en categoria WMX, organitzat per l'AMA del 2009 al 2018.
- Campionat del Món de motocròs femení (WMX), organitzat per la FIM des del 2008 com a continuació de la Copa del Món que havia instaurat el 2005.
- Motocròs de les Nacions Europees en categoria femenina (WMXoEN). L'esdeveniment, organitzat per la FIM Europe des del 2000, inclou aquesta categoria des del 2013. És l'única competició de motocròs per a dones en què aquestes hi competeixen en equips "nacionals". Cada federació estatal n'hi presenta un, format per dues pilots a bord de sengles motocicletes de dos temps de 125cc i/o de quatre temps de 250cc.[29][30]
- X Games en categoria femenina. La primera vegada que s'hi va incloure va ser als X Games XIV del 2008, a Los Angeles, en què es va convocar una cursa de motocròs tradicional (Women's Moto X racing). A partir de l'edició següent, també a Los Angeles, la cursa va passar a ser de Supercross i des d'aleshores la categoria s'anomena consegüentment Women's Super X.

A banda, n'hi ha nombrosos campionats estatals arreu del món. A l'estat espanyol, la RFME hi organitza el Campionat d'Espanya de motocròs femení des del 2009.

### Campionat del món

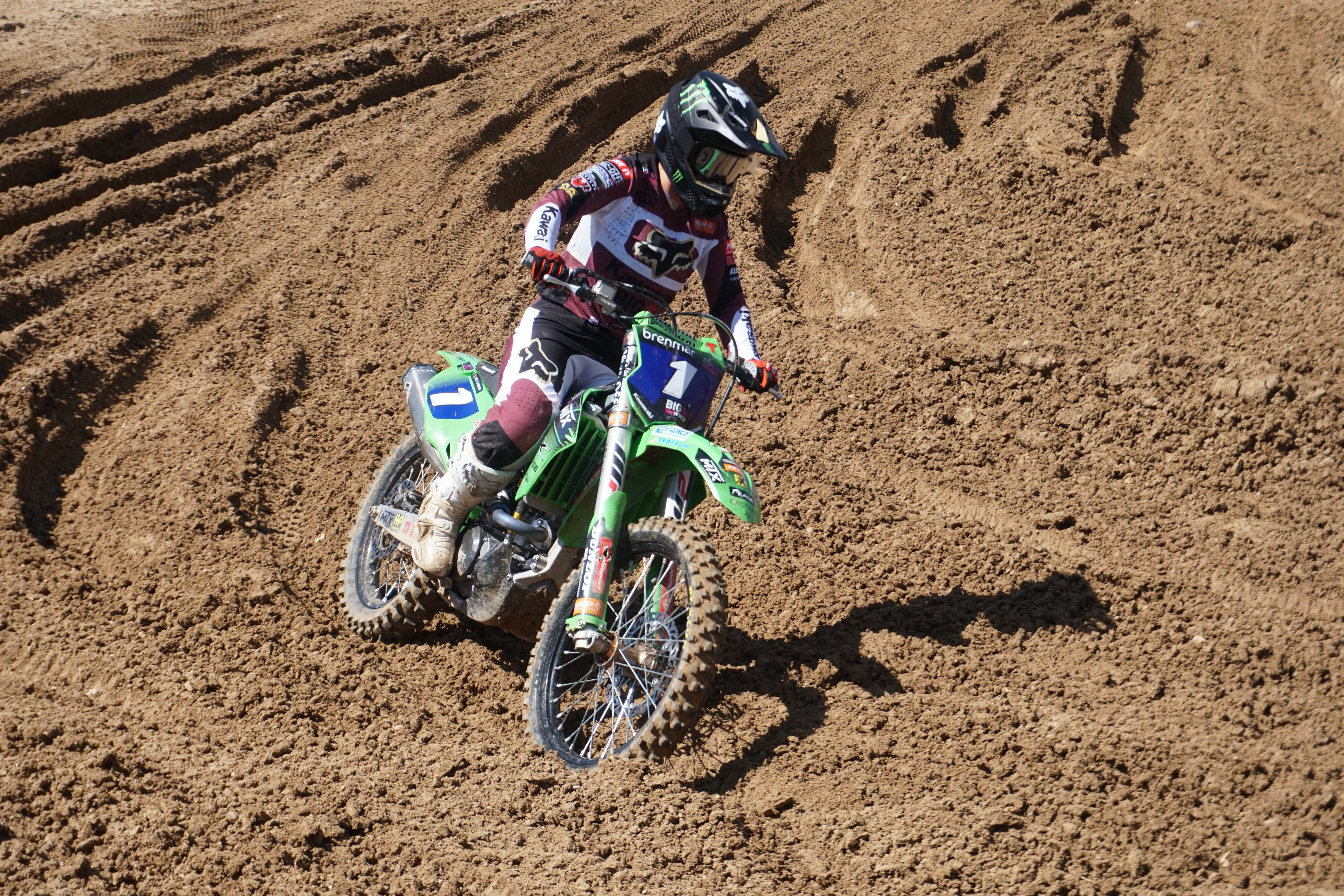
Courtney Duncan al mundial de WMX del 2022

Abans de la instauració de la copa del món femenina per part de la FIM, el 2005, ja s'havien disputat algunes edicions d'allò que hom podria considerar un "campionat del món de motocròs femení oficiós", tot i que sense cap reconeixement de la Federació Internacional de Motociclisme i basat en una única cursa anual, que es disputava normalment als Estats Units. La primera competició d'aquesta mena es va celebrar el 1977 amb el nom de World Invitational Women's i no va tenir continuïtat. A partir de 1992 es van anar celebrant anualment curses similars sota noms diversos, des de l'inicial "Ladies Cup" fins a la "Women's Cup" del 2004.
En resum, doncs, el campionat del món motocròs femení s'ha organitzat i atorgat en dues grans fases:
1. Títols atorgats per entitats diverses (1977-2004)
2. Títols reconeguts per la FIM (2005-Actualitat)

#### Entitats diverses (1977-2004)
Font:
| Any  | Campiona        | Títol              | Lloc            |             |
| ---- | --------------- | ------------------ | --------------- | ----------- |
| 1977 | Sue Fish        | World Invitational | San Antonio, TX |             |
|      |                 |                    |                 |             |
| 1992 | M. T. Pegoraro  | Ladies Cup         | Itàlia          |             |
| 1993 | Cristina Marini | Women X Trophy     | Itàlia          |             |
| 1994 | Dee Wood        | WIMSA              | Estats Units    |             |
| 1995 | Dee Wood        | Ladies World Cup   | Estats Units    |             |
| 1996 | Dee Wood        | WML Ladies         | Estats Units    |             |
| 1997 | Dee Wood        | WML Ladies         | Canadà          |             |
| 1998 | Shelly Kann     | WML Ladies         | Estats Units    |             |
| 1999 | Stefy Bau       | WML Ladies         | Estats Units    |             |
| 2000 | No disputat     | No disputat        | No disputat     | No disputat |
| 2001 | Stephanie Laier | WML International  | Estats Units    |             |
| 2002 | Stephanie Laier | WML International  | Estats Units    |             |
| 2003 | Stephanie Laier | WML International  | Estats Units    |             |
| 2004 | Tarah Gieger    | WMA                | Estats Units    |             |

Nom oficial dels títols
1. ↑  World Invitational Women's Motocross Championship
2. ↑  "Ladies Cup" World Championship
3. ↑  "Women Cross Trophy" World Championship
4. ↑  WIMSA Ladies MX World Cup
5. ↑  WML Ladies World Cup
6. ↑  WML International Motocross Championship
7. ↑  WMA Women's Cup

#### FIM (2005-Actualitat)
El 2005, la FIM va instaurar la primera Copa del Món de motocròs femení, la qual va apujar a rang de Campionat del món, amb l'acrònim WMX, el 2008. Des del 2005 fins al 2023 hi ha hagut un total de 6 pilots femenines que s'han repartit els 19 títols de campiona disputats: Kiara Fontanesi (6 títols), Stephanie Laier i Courtney Duncan (4 cadascuna), Katherine Prumm i Livia Lancelot (2 cadascuna) i Nancy van de Ven (1).
La catalana Daniela Guillén va començar a despuntar en aquest campionat la temporada del 2023, en què fou subcampiona darrere de Courtney Duncan a només 17 anys.